# Canton d'Aniche
Le canton d'Aniche est une circonscription électorale française du département du Nord créée par le décret du 17 février 2014. Elle tient lieu de circonscription d'élection des conseillers départementaux et entre en vigueur lors des élections départementales de 2015.

## Histoire
Un nouveau découpage territorial du Nord (département) entre en vigueur à l'occasion des premières élections départementales suivant le décret du 17 février 2014. Les conseillers départementaux sont, à compter de ces élections, élus au scrutin majoritaire binominal mixte. Les électeurs de chaque canton élisent au Conseil départemental, nouvelle appellation du Conseil général, deux membres de sexe différent, qui se présentent en binôme de candidats. Les conseillers départementaux sont élus pour 6 ans au scrutin binominal majoritaire à deux tours, l'accès au second tour nécessitant 12,5 % des inscrits au 1er tour. En outre, la totalité des conseillers départementaux est renouvelée. Ce nouveau mode de scrutin nécessite un redécoupage des cantons dont le nombre est divisé par deux avec arrondi à l'unité impaire supérieure si ce nombre n'est pas entier impair, assorti de conditions de seuils minimaux. Dans le Nord, le nombre de cantons passe ainsi de 79 à 41.
Le canton d'Aniche est formé de communes des anciens cantons de Douai-Sud (11 communes) et d'Arleux (15 communes). Il est entièrement inclus dans l'arrondissement de Douai. Le bureau centralisateur est situé à Aniche.

## Représentation

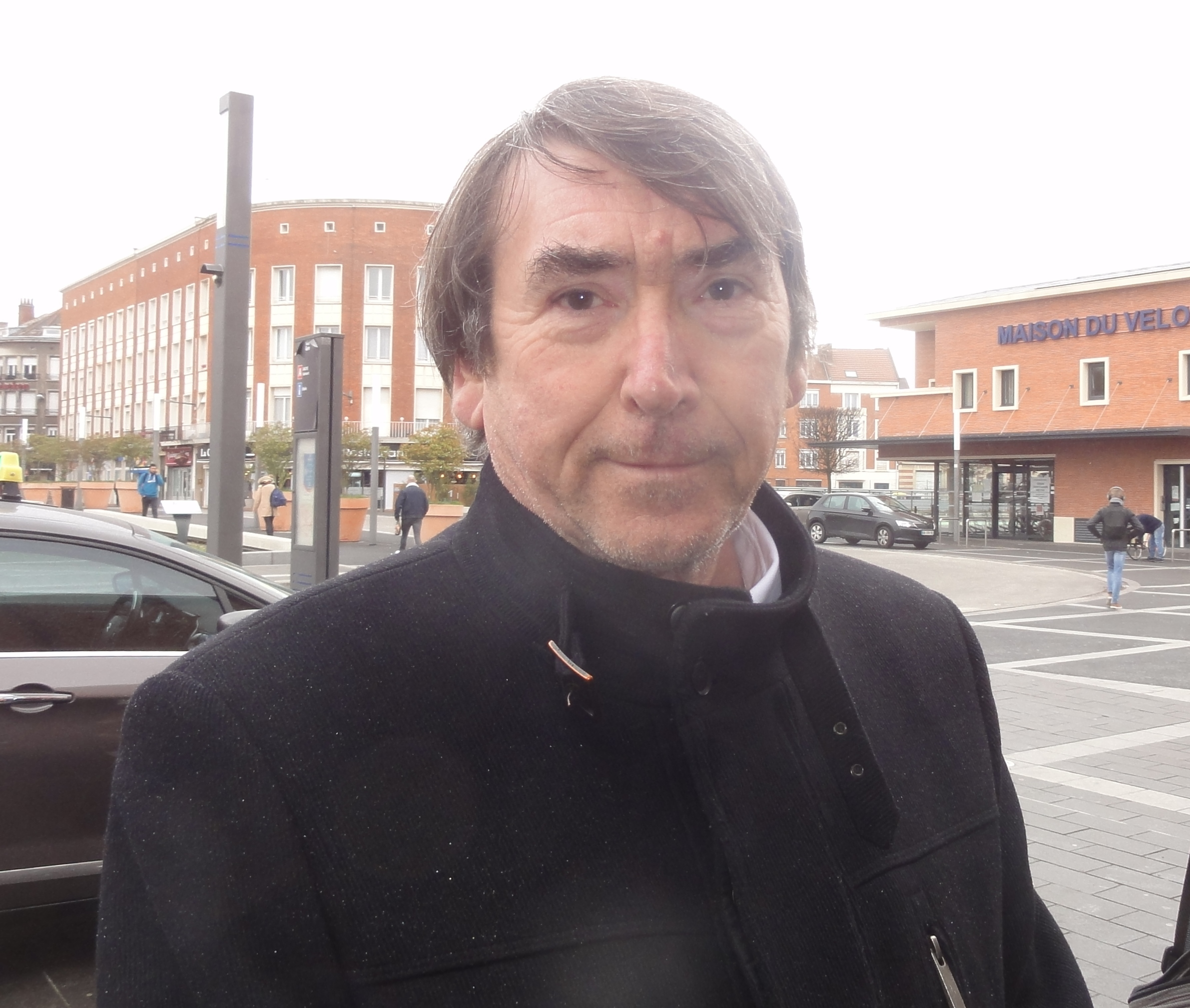
Charles Beauchamp lors de la manifestation contre la suppression des dessertes TGV en gare de Douai du 2 mars 2019.

| Période élective | Période élective | Mandat | Mandat   | Identité          | Nuance | Nuance | Qualité |
| ---------------- | ---------------- | ------ | -------- | ----------------- | ------ | ------ | --- |
| 2015             | 2021             | 2015   | 2021     | Charles Beauchamp |        | PCF    | Fonctionnaire du ministère de l’Intérieur en disponibilité Conseiller général du Canton d'Arleux (1996 → 2015) Président du groupe Communiste, républicain, citoyen et apparentés, Conseiller municipal d'Arleux depuis 2020 |
| 2015             | 2021             | 2015   | 2021     | Maryline Lucas    |        | FG     | Maire de Guesnain (2014 → ) |
| 2021             | 2028             | 2021   | en cours | Charles Beauchamp |        | PCF    | Conseiller sortant |
| 2021             | 2028             | 2021   | en cours | Maryline Lucas    |        | PCF    | Conseillère sortante |

### Résultats détaillés

#### Élections de mars 2015
À l'issue du 1er tour des élections départementales de 2015, deux binômes sont en ballottage : Guy Cannie et Dany Wattebled (FN, 37,4 %) et Charles Beauchamp et Maryline Lucas (FG, 29,54 %). Le taux de participation est de 47,97 % (20 549 votants sur 42 836 inscrits) contre 46,81 % au niveau départemental et 50,17 % au niveau national,.
Au second tour, Charles Beauchamp et Maryline Lucas (FG) sont élus avec 54,48 % des suffrages exprimés et un taux de participation de 47,97 % (10 290 voix pour 20 548 votants et 42 836 inscrits).

#### Élections de juin 2021
Le premier tour des élections départementales de 2021 est marqué par un très faible taux de participation (33,26 % au niveau national). Dans le canton d'Aniche, ce taux de participation est de 32,41 % (13 866 votants sur 42 784 inscrits) contre 30,39 % au niveau départemental. À l'issue de ce premier tour, deux binômes sont en ballottage : Charles Beauchamp et Maryline Lucas (Union à gauche, 44,96 %) et Pascal Cléry et Nathalie Facon (RN, 30,09 %).
Le second tour des élections est marqué une nouvelle fois par une abstention massive équivalente au premier tour. Les taux de participation sont de 34,36 % au niveau national, 31,01 % dans le département et 32,08 % dans le canton d'Aniche. Charles Beauchamp et Maryline Lucas (Union à gauche) sont élus avec 65,63 % des suffrages exprimés (8 434 voix pour 13 731 votants et 42 796 inscrits),,.

## Composition
Le canton d'Aniche comprend vingt-six communes entières.
| Nom                            | Code Insee | Intercommunalité    | Superficie (km2) | Population (dernière pop. légale) | Densité (hab./km2) | Modifier                                    |
| ------------------------------ | ---------- | ------------------- | ---------------- | --------------------------------- | ------------------ | ------------------------------------------- |
| Aniche (bureau centralisateur) | 59008      | CC Cœur d'Ostrevent | 6,52             | 10 001 (2022)                     | 1 534              | modifier les données · modifier les données |
| Arleux                         | 59015      | CA Douaisis Agglo   | 11,10            | 3 148 (2022)                      | 284                | modifier les données · modifier les données |
| Auberchicourt                  | 59024      | CC Cœur d'Ostrevent | 7,12             | 4 626 (2022)                      | 650                | modifier les données · modifier les données |
| Aubigny-au-Bac                 | 59026      | CA Douaisis Agglo   | 5,16             | 1 167 (2022)                      | 226                | modifier les données · modifier les données |
| Brunémont                      | 59115      | CA Douaisis Agglo   | 1,95             | 711 (2022)                        | 365                | modifier les données · modifier les données |
| Bugnicourt                     | 59117      | CA Douaisis Agglo   | 6,28             | 1 084 (2022)                      | 173                | modifier les données · modifier les données |
| Cantin                         | 59126      | CA Douaisis Agglo   | 9,32             | 1 755 (2022)                      | 188                | modifier les données · modifier les données |
| Dechy                          | 59170      | CA Douaisis Agglo   | 9,27             | 5 343 (2022)                      | 576                | modifier les données · modifier les données |
| Écaillon                       | 59185      | CC Cœur d'Ostrevent | 4,00             | 1 883 (2022)                      | 471                | modifier les données · modifier les données |
| Erchin                         | 59199      | CA Douaisis Agglo   | 5,28             | 674 (2022)                        | 128                | modifier les données · modifier les données |
| Estrées                        | 59214      | CA Douaisis Agglo   | 5,82             | 1 121 (2022)                      | 193                | modifier les données · modifier les données |
| Féchain                        | 59224      | CA Douaisis Agglo   | 5,14             | 1 654 (2022)                      | 322                | modifier les données · modifier les données |
| Férin                          | 59228      | CA Douaisis Agglo   | 5,52             | 1 441 (2022)                      | 261                | modifier les données · modifier les données |
| Fressain                       | 59254      | CA Douaisis Agglo   | 6,39             | 906 (2022)                        | 142                | modifier les données · modifier les données |
| Gœulzin                        | 59263      | CA Douaisis Agglo   | 4,79             | 1 044 (2022)                      | 218                | modifier les données · modifier les données |
| Guesnain                       | 59276      | CA Douaisis Agglo   | 4,05             | 4 645 (2022)                      | 1 147              | modifier les données · modifier les données |
| Hamel                          | 59280      | CA Douaisis Agglo   | 3,59             | 786 (2022)                        | 219                | modifier les données · modifier les données |
| Lécluse                        | 59336      | CA Douaisis Agglo   | 4,96             | 1 355 (2022)                      | 273                | modifier les données · modifier les données |
| Lewarde                        | 59345      | CC Cœur d'Ostrevent | 3,90             | 2 388 (2022)                      | 612                | modifier les données · modifier les données |
| Loffre                         | 59354      | CC Cœur d'Ostrevent | 2,60             | 717 (2022)                        | 276                | modifier les données · modifier les données |
| Marcq-en-Ostrevent             | 59379      | CA Douaisis Agglo   | 6,27             | 751 (2022)                        | 120                | modifier les données · modifier les données |
| Masny                          | 59390      | CC Cœur d'Ostrevent | 7,12             | 4 028 (2022)                      | 566                | modifier les données · modifier les données |
| Monchecourt                    | 59409      | CC Cœur d'Ostrevent | 6,77             | 2 488 (2022)                      | 368                | modifier les données · modifier les données |
| Montigny-en-Ostrevent          | 59414      | CC Cœur d'Ostrevent | 5,42             | 4 588 (2022)                      | 846                | modifier les données · modifier les données |
| Roucourt                       | 59513      | CA Douaisis Agglo   | 3,19             | 456 (2022)                        | 143                | modifier les données · modifier les données |
| Villers-au-Tertre              | 59620      | CA Douaisis Agglo   | 4,57             | 670 (2022)                        | 147                | modifier les données · modifier les données |
| Canton d'Aniche                | 5901       |                     | 146,10           | 59 430 (2022)                     | 407                | modifier les données                        |

## Démographie
En 2022, le canton comptait 59 430 habitants, en évolution de −0,32 % par rapport à 2016 (Nord : +0,51 %, France hors Mayotte : +2,11 %).
| 2013   | 2018   | 2022   |
| ------ | ------ | ------ |
| 59 819 | 59 880 | 59 430 |